# Veranda Mall
Veranda Mall este un centru comercial din București, deschis la data de 27 octombrie 2016. Este situat în vecinătatea pieței Obor, sectorul 2, pe strada Ziduri Moși 23, în apropiere de stația de metrou Obor.
Centrul comercial Veranda Mall a fost dezvoltat de către Professional Imo Partners S.A. (fosta Prodplast Imobiliare S.A.), în urma unei investiții de 60 milioane de euro și este deținut de către familia Pogonaru. Cu o suprafață de 30.000 m², mallul include 18 de magazine de modă și încălțăminte, două de bijuterii și accesorii, două de articole sportive, restaurante, terase și locuri de joacă pentru copii, precum și un cinematograf, o sală de fitness și un hipermarket Carrefour cu o suprafață de peste 10.000 m², acesta fiind primul chiriaș al centrului comercial.

## Evoluția de la deschidere

### Istoricul terenului
Pe terenul pe care se află în prezent centrul comercial Veranda Mall era amplasată în trecut fabrica de mase plastice Prodplast. Fabrica a fost mutată din zona Obor pe platforma industrială Faur din București, iar mai apoi la Buftea.

### Arhitectura mallului
Veranda Mall a fost proiectat de către echipa Chapman Taylor si Studio10M . Dat fiind că mallul deservește un număr de peste 400.000 de locuitori ai cartierelor Obor, Tei,Colentina, Ștefan cel Mare sau Moșilor, mallul a fost proiectat pentru a se integra în zonă și a reflecta modernitate.  
Centrul comercial este construit pe cinci niveluri, iar proprietarii și-au dorit și o zonă de spațiu verde într-o parte a orașului plină de hale industriale. În prezent Veranda Mall dispune de o zonă verde de 15.000 m2, cu parc și loc de joacă pentru copii, iar numele „Veranda” a fost ales pentru a reflecta această „gură de aer proaspăt în aglomerația din Obor”.

### Investițiile și extinderea
La sfârșitul anului 2019, în urma unor lucrări de investiții în valoare de 10 milioane de euro, Veranda Mall a intrat într-un proces de extindere. În urma proiectului, Cinemax, cel mai mare operator de cinematografe din Slovacia, a deschis un cinematograf cu 12 săli și un restaurant cu terasă, care aparține tot lanțului de cinematografe.
Tot în cadrul acestui demers, la Veranda Mall s-a deschis primul magazin Decathlon din centrul Bucureștiului, și o sală de fitness din lanțul World Class România. Lucrările de extindere au vizat completarea mallului cu peste 6.000 m² și au adus gradul de ocupare al centrului comercial la un procent de 96%.

### Lansarea Veranda Mall Online
În iunie 2020, în contextul generat de pandemia de Covid-19 care a dus la închiderea mallurilor din întreaga țară, Veranda Mall a devenit primul mall din România care a început să vândă produsele chiriașilor săi și online.
Platforma a fost dezvoltată cu ajutorul Vtex, plățile online sunt asigurate prin PayU, iar livrarea se face cu ajutorul Poștei Panduri. Printre magazinele care au început comercializarea produselor odată cu lansarea Veranda Mall Online s-au numărat Miniso, Tabor, English Home, Meli Melo, Bizarr și Senior Tailor.

## Localizarea
Veranda Mall se află pe Strada Ziduri Moși 23, sector 2, București. Centrul comercial se află la 500 de metri de stația de metrou Obor (M1), iar în apropierea acestuia se află alte 15 stații de transport în comun.

### Transport în comun
- Metrou: M1 Stația Obor
- Tramvai 1, 10 - Stația Bucur Obor
- Tramvai 21 - Stația Ziduri Moși
- Tramvai 36 - Stația Piața Obor
- Autobuz 143 - Stația Ziduri Moși
- Autobuz 101, 382 - Stația Halele Obor
- Troleibuz 66 – Stația Ziduri Moși

## Legătura cu cartierul Obor

### Mall de proximitate
Încă din faza de proiect, Veranda Mall a fost conceput ca un centru comercial de proximitate, care respectă tradițiile zonei, cu magazine ușor accesibile și o zonă generoasă de spațiu verde, dar care oferă și servicii de utilitate publică pentru comunitate.
Din noiembrie 2017, mallul găzduiește și Direcția Publică de Evidență Persoane și Stare Civilă (DPEPSC) Sector 2. Aflat inițial într-un spațiu de 100 m² de la subsolul clădirii, din martie 2020, acesta s-a relocat într-un spațiu mai mare, de 300 m² aflat la etajul al doilea. Tot în cadrul proiectului de extindere, Poșta Română a deschis în cadrul centrului comercial și un Oficiu Poștal cu o suprafață de 31 m².

### Proiectele pentru cartier

#### Lifestyle de Obor

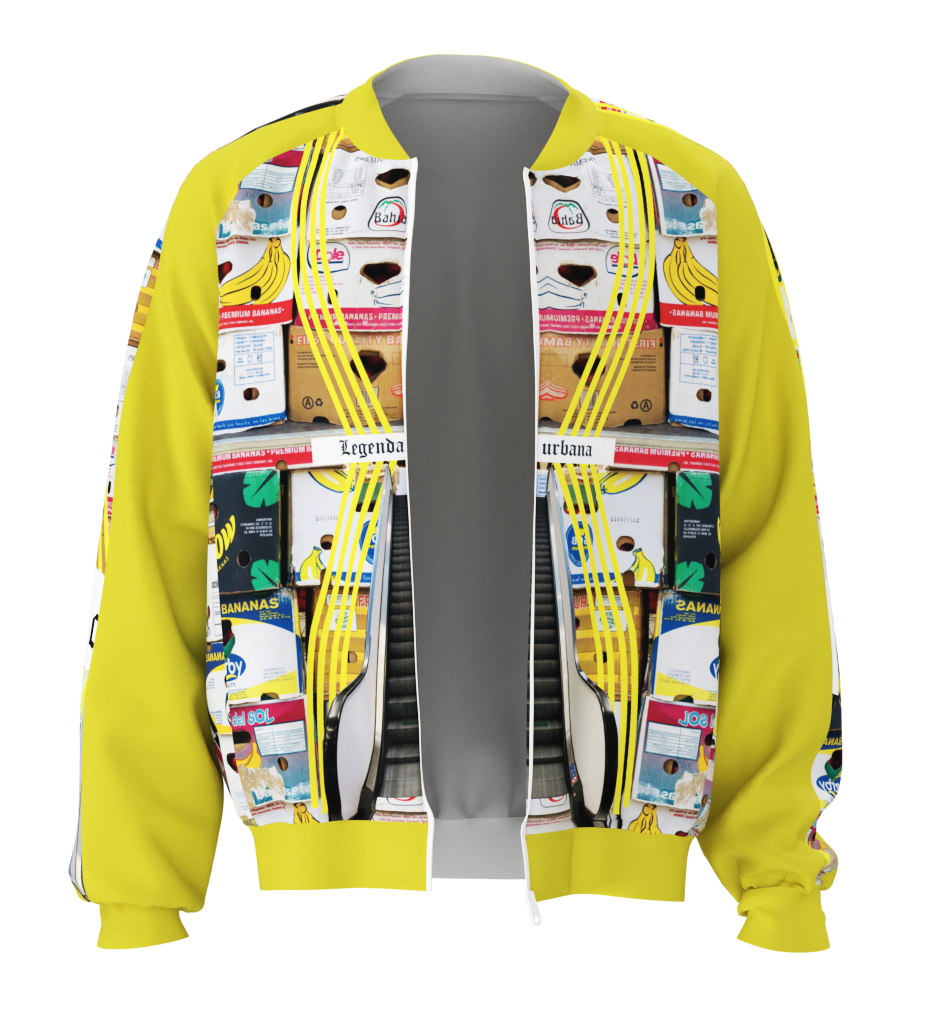
Jachetă bomber galbenă din colecția Veranda Mall.

Ca mall de proximitate aflat într-un cartier eclectic și cu o istorie bogată, Veranda Mall a lansat în 2019 o nouă direcție de comunicare, Lifestyle de Obor. Prin aceasta, centrul comercial a contribuit la sprijinirea comunității din acest cartier, participând la păstrarea și promovarea elementelor și valorilor sale distinctive.
În cadrul proiectului, Veranda Mall a lansat noile colecții de toamnă 2019, cu un photoshooting care a avut loc în Piața Obor și în locuri emblematice din mall. Unul dintre posterele colecției a apărut și pe un billboard digital uriaș amplasat în Gangnam Square, unul dintre cele mai aglomerate cartiere din Seul.
Un alt proiect dedicat comunității este Portrete de cartier, realizat împreună cu Asociația Antistatic. Acesta a constat într-o expoziție cu lucrări artistice inspirate din obiceiurile și specificul cartierului Obor, care au putut fi admirate în Veranda Mall la sfârșitul anului 2019.

#### Grătarul cu Mici
Printre campaniile de promovare a cartierului derulate de Veranda Mall se numără și Grătarul cu Mici, un filtru cu elemente de realitate augmentată devenit viral pe Instagram de 1 Mai 2020. Filtrul îndemna românii să sărbătorească Ziua Muncii într-un mod responsabil, respectând normele de distanțare socială impuse de starea de urgență din timpul pandemiei.
Ideea a pornit de la un element care în ultimii ani a devenit emblematic pentru Piața și cartierul Obor - micii de la Terasa Obor. Terasa a devenit tot mai populară în ultimii ani, fiind un loc reprezentativ pentru zonă.

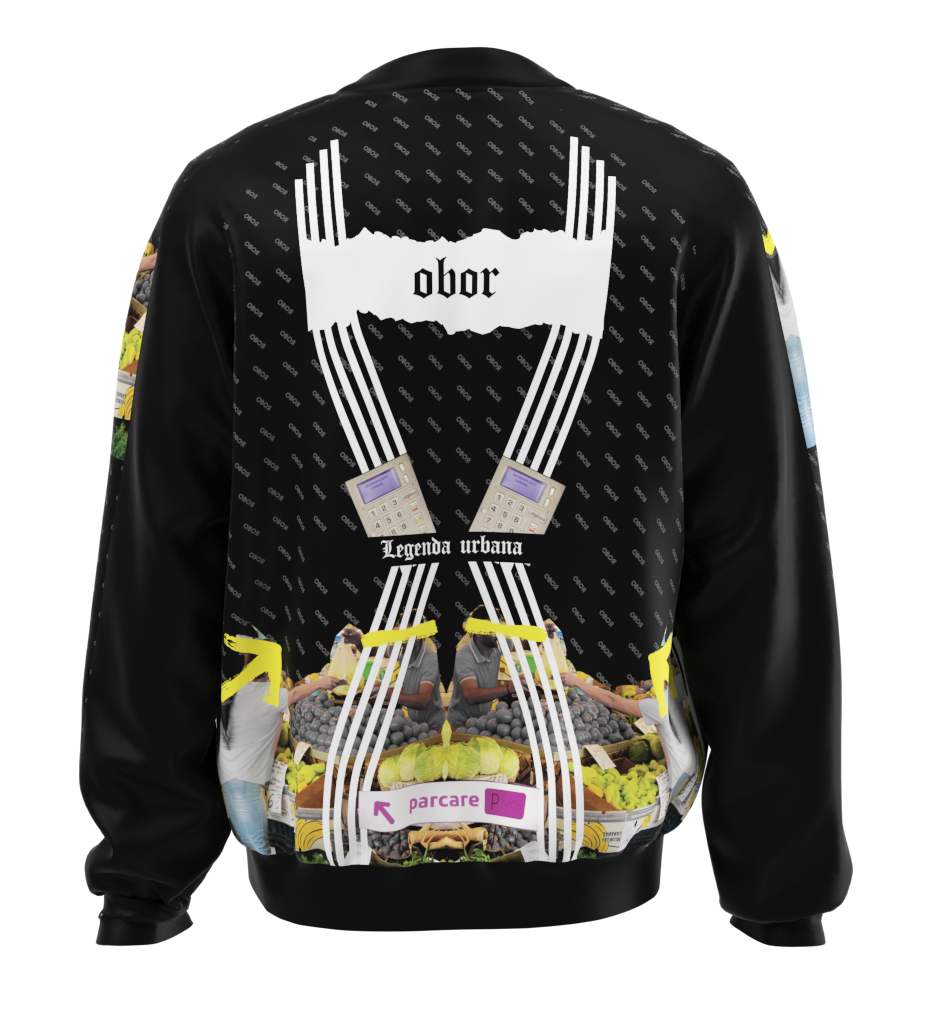
Jachetă bomber neagră din colecția Veranda Mall.

Filtrul a depășit granițele României, fiind folosit de mii de utilizatori și din Germania, Rusia și Ucraina și ajungând la 10 milioane de vizualizări pe platforma de socializare Instagram, iar în cadrul Webstock Awards 2020, campania a câștigat locul 2 la categoria Best Use of Instagram.

#### Prima colecție de haine inspirată de cartierul Obor
În octombrie 2020, Veranda Mall a lansat prima colecție capsulă a unui mall din România. Aceasta include piese precum rochii, pantaloni, jachete, cămăși și hanorace în stil athleisure cu printuri inspirate din elemente reale ce pot fi regăsite în planul fizic al Pieței Obor și Veranda Mall.
Designul a fost semnat de Tammy Lovin în colaborare cu brandul mysimplicated, iar imaginea colecției a fost primul influencer virtual din România, Ana Tobor. Tammy este un designer industrial, ale cărei lucrări au fost expuse și la New York, la Museum of Design.
Colecția de haine celebrează cartierul Obor prin modă. Prin stilul și prin imprimeurile lor, hainele pun accent pe diversitatea culturală caracteristică acestuia mallul devenind astfel parte a unei zone multiculturale foarte versatile.

## Magazine
Ancorele principale ale centrului comercial Veranda Mall sunt hipermarketul Carrefour, Decathlon și magazinul de modă H&M, dispus pe două etaje și cu o suprafață de aproximativ 2.000 m². Pe lângă acestea, în mall mai sunt prezente magazinele C&A, cu o suprafață de peste 1.600 m², CCC, cu peste 500 m², și Deichmann cu aproximativ 450 m², iar Altex a deschis în centrul comercial un magazin de 600 de m².

### Magazine de fashion
Magazinele de modă, îmbrăcăminte, accesorii și încălțăminte prezente în centrul comercial Veranda Mall sunt: Bizzar, C&A, Colin’s, Deluka, H&M, Jolidon, LC Waikiki, Mercari, Orsay, Penti, Triumph, Benvenuti, CCC, Deichmann, Salamander, Tabor, Diversity și Meli Melo.

### Alte magazine
Printre magazinele prezente în centrul comercial se mai numără:

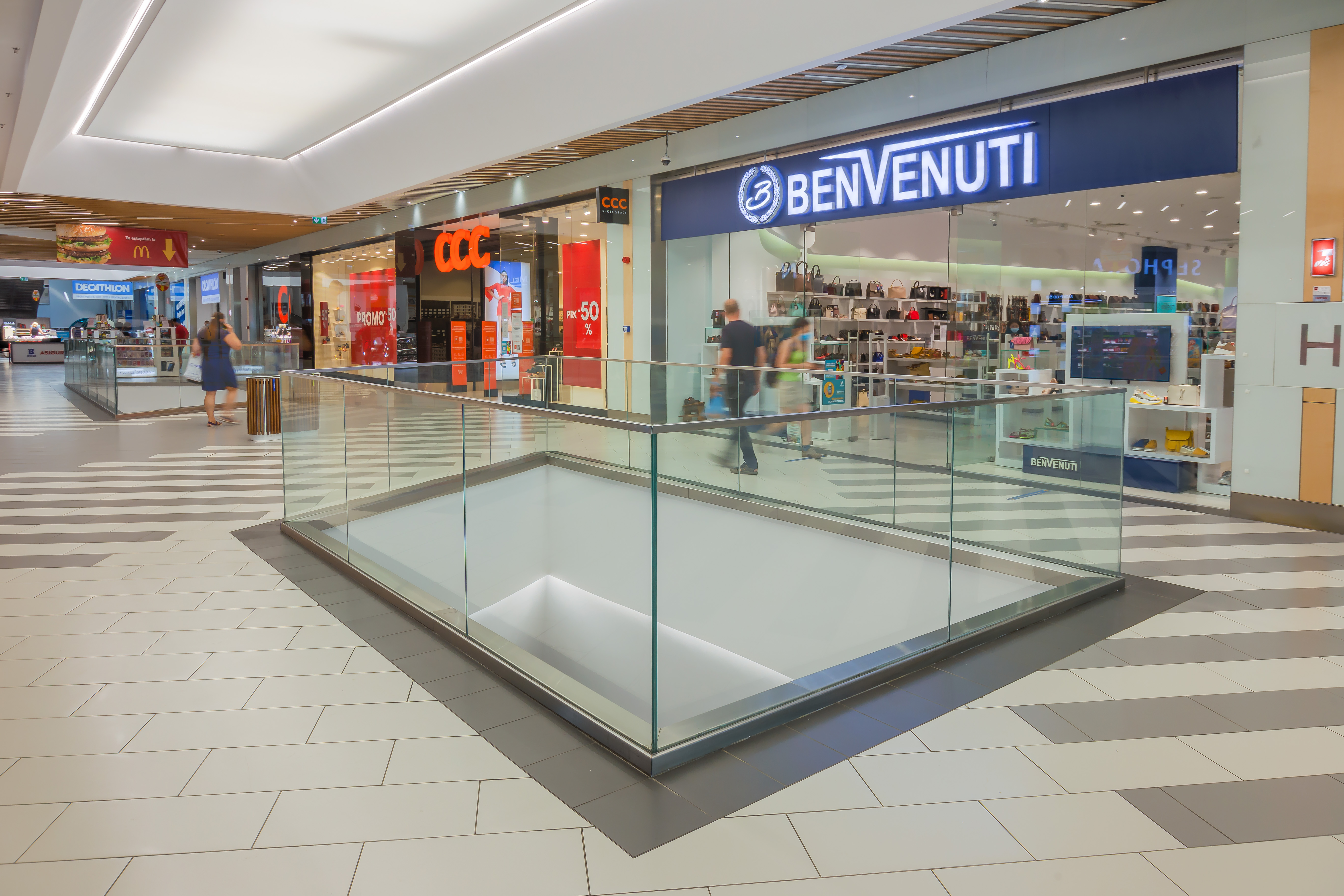
Magazine din Veranda Mall.

- Frumusețe și îngrijire: Cupio, DM Drogerie Markt, Gerovital, Lila Rossa, Melkior, NALA, NoMasVello, Sephora, Yves Rocher
- Copii: Noriel
- Articole sportive: Decathlon, Decimas
- Animale: Animax
- Sănătate: Casada, Farmacia Catena, Farmacia Dr. Max, OPTIblu, Vitamix
- Home & deco: English Home, Fujifilm, Miniso, Morris Alexander, Pepco
- Electrocasnice: Altex, Kitchen Shop
- Telefonie: Arsis Vodafone, IQ Box, Digi, Orange
- Papetărie, presă, tutun și alcool: Cărturești, Diverta, Inmedio, Smoke Mania

## Restaurante și cafenele
În Veranda Mall sunt prezente următoarele restaurante și cafenele: CARBO Food & Pub, Clătite la topogan, Cofetăria Nedelya, Dodo Pizza, Fornetti, KFC, McDonald’s, Mesopotamia, Noodle Pack, Restaurant Rustic, Spotlight, Starbucks, Sushi Terra, Sweet by MarVio, Ted’s Coffee Company, Toan’s, Trenta Pizza și Xin Yue.

## Atracții
Printre atracțiile Veranda Mall se numără cinematograful Cinemax, The VR Cinema, locuri de joacă pentru copii atât la interior, cât și la exterior, precum și singurul patinoar în aer liber din zona Obor, cu o suprafață de 600 m², deschis doar in sezonul rece.

### Cinemax
Cinematograful de 12 săli, operat de Cinemax, este primul cinematograf din România al grupului slovac și a fost inaugurat pe data de 27 decembrie 2019, în urma unei investiții de 2 milioane de euro. Acesta are o suprafață de 2.700 m² și o capacitate de 1.078 de locuri și beneficiază de dotări tehnice de ultimă generație precum sistem de sunet DOLBY Atmos, proiectoare cu lasere și 4k.
Cea mai mare sală a cinematografului are o capacitate de 270 de locuri și dispune inclusiv de locuri speciale pentru persoanele cu dizabilități, iar în cele două săli VIP ale cinematografului, clienții își pot comanda a la carte în timpul filmului din restaurantul cinematografului.
În Cinemax Veranda clienții vor găsi și o sală specială pentru copii, cu scaune din materiale moi și colorate, dar și un loc de joacă pentru aceștia. În toate sălile, cinematograful mai dispune și de locuri speciale pentru cupluri, acestea fiind scaune duble aflate pe ultimul rând al sălilor.

### The VR Cinema
Primul din România și al doilea din Europa, The VR Cinema a fost deschis la Veranda Mall în iunie 2017, în urma unei investiții de 150.000 de euro. Acesta oferă spectatorilor experiențe de 30 de minute, iar producțiile din portofoliu sunt grupate tematic, în patru categorii: documentare, comedii, călătorii și Sci-Fi.

### Evenimente și activități gratuite
În fiecare an, Veranda Mall organizează evenimente tematice pentru clienții săi, precum Academia de Stil, Marea Ghetăreală, Marea Vânătoare de Ouă și Picnicul Veranda Mall și altele.

## Facilități și servicii
- Saloane de înfrumusețare: Apollo Beauty Salon, Salon Forfecilă
- Bănci și bancomate: Banca BCR, Banca Transilvania, Raiffeisen Bank, bancomat BRD
- Analize și recoltare: Regina Maria - punct de recoltare
- Birou de evidența populației: Biroul Evidență Persoane Sector 2
- Poștă: Poșta Română - Oficiul Poștal 39 - Ghișeul 2, Pachetomat Poșta Panduri
- Schimb valutar: Perfect Exchange
- Curățatorie chimică: Eco Clean
- Croitorie: Croitoria Senior Tailor
- Agenție de turism: DERTOUR
- Multiplicări chei: Chei Silca
- Fotografie: Fujifilm
- Certificări și acreditări: ECDL
- Asigurări: RCA Asigurări
- Parcare: 1.200 locuri

## Implicare socială
Ca mall de proximitate, unul dintre obiectivele Veranda Mall a fost de a sprijini comunitatea cartierului. La începutul anului 2020, odată cu intrarea în starea de urgență din cauza pandemiei de Covid-19, Veranda Mall s-a alăturat inițiativei Cumpărături la Ușa Ta, prin care voluntarii ajutau persoanele aflate în imposibilitate de a se deplasa să primească alimente și produse sanitare, pentru a proteja grupurile expuse și a-i ajuta pe cei aflați în imposibilitatea de a se deplasa.
Tot în sprijinul comunității, în anul 2017 Veranda Mall a pus la dispoziția locuitorilor din cartier, gratuit, 1.000 de locuri de parcare ca urmare a avertizărilor meteorologice nefavorabile și a codului galben de furtună anunțat.

## Premii
În 2020 Veranda Mall a obținut trei premii pentru rezultatele campaniilor de comunicare locale, prezența pe Instagram și ajustarea modelului de business în contextul pandemiei Covid-19.  
1. European Search Awards - Best Local Campaign (SEO): Vertify.agency & Veranda Mall – Changing the Face of a Mall & Its Neighborhood[55]
2. Webstock Awards: Best Use of Instagram: Locul 2 Lifestyle de Obor – Veranda Mall[30]
3. Retail Updated: Cea mai rapidă ajustare a modelului de business[56]